# Ralph Woods
Ralph Woods (Québec, 2 mei 1986) was een Canadees acteur en regisseur in homopornografie.

## Carrière
Toen Woods 18 was, ging hij na Montreal en begon zijn carrière als stripper in de seksindustrie.
Hij werkte eerst voor de productiestudio Falcon Entertainment en daarna voor Bel Ami , een in Bratislava gevestigde Productiestudio voor gay Pornofilms. Woods was een van de weinige models van Bel Ami, die niet uit Slowakije kwam en die (openlijk) homo waren.

## Privéleven
In 2005 kondigde de acteur Pierre Fitch aan dat hij met de jonge Woods was getrouwd. De twee werkten samen om een paar video's voor Fitch's [Website] en zijn betrokken geweest bij gezamenlijke producties, zowel als koppel als afzonderlijk. Vervolgens legde Fitch uit dat zijn relatie met Woods niet officieel was en op 7 september 2007 maakte hij bekend dat de relatie over was. In de herfst van 2008 onthulde Fitch in een interview met Fab Magazine (nr. 356) dat het verhaal van het trouwen met Woods een pure marketing strategie was.

## Filmografie
- 2011: Best Of Pierre Fitch
- 2011: Huge
- 2011: Private Life Of Dolph Lambert
- 2010: Rites of Initiation
- 2010: Young Men of Falcon
- 2010: Todd and Dolph
- 2009: Private Life of Ralph Woods
- 2008: Private Life of Josh Elliot
- 2008: French Kiss
- 2008: Some Like It Big
- 2008: The Best of Derrick Vinyard
- 2007: Bel Ami XL Files Part 6
- 2007: Back Together
- 2006: The Spokes Trilogy
- 2006: Spokes III
- 2006: Big Dick Club

### Regisseur
- 2008: Back Together

## Onderscheidingen
- GayVN Awards (2009): Beste acteur in een buitenlandse film (French Kiss)

## Weblinks
- (en)   Ralph Woods in de Internet Movie Database
- Ralph Woods in IAFD